# NGC 1521
NGC 1521 је елиптична галаксија у сазвежђу Еридан која се налази на NGC листи објеката дубоког неба.
Деклинација објекта је - 21° 3' 6" а ректасцензија 4h 8m 18,7s. Привидна величина (магнитуда) објекта NGC 1521 износи 11,6 а фотографска магнитуда 12,6. Налази се на удаљености од 56,111 милиона парсека од Сунца. NGC 1521 је још познат и под ознакама ESO 550-11, MCG -4-10-15, PGC 14520.